# 佐藤守良
佐藤 守良（さとう もりよし、1922年3月28日 ‐ 1996年3月7日）は、日本の政治家。衆議院議員・元参議院議員の佐藤公治の父親。
衆議院議員（9期）、農林水産大臣（第8代）、国土庁長官（第20代）、北海道開発庁長官（第60代）、沖縄開発庁長官（第29代）を歴任。

## 来歴
広島県御調郡向島町（現尾道市）出身。尾道商業学校、1947年中央大学法学部英法科卒業。
運輸大臣を務めた永野護の秘書を長く務め、1960年の第29回衆議院議員総選挙に無所属で立候補するが落選。1969年の第32回衆議院議員総選挙で自由民主党公認を得て、再び広島3区から立候補し初当選（当選同期に小沢一郎・羽田孜・梶山静六・奥田敬和・渡部恒三・綿貫民輔・塩崎潤・森喜朗・村田敬次郎・松永光・江藤隆美・中山正暉・浜田幸一など）。
自民党内では佐藤派→田中派→竹下派に所属し、運輸政務次官、国土政務次官、衆議院逓信常任委員長、第2次中曽根内閣第1次改造内閣の農林水産大臣、第2次海部内閣の国土庁長官、竹下派事務総長などを歴任。また、同期当選の小沢一郎の盟友として知られ、「小沢総理」実現を生涯の目標とした。
1992年の竹下派分裂に伴い、羽田・小沢派に参加。翌年、自民党を離党し新生党結成に参画、新生党常任幹事に就任した。羽田内閣では北海道開発庁長官兼沖縄開発庁長官を務めた。
1995年、勲一等旭日大綬章受章。
議員在職中の1996年3月7日未明、体調不良を訴えて搬送されたが、同日、気管支動脈瘻による出血のため、死去した。73歳没。死没日付をもって正三位に叙された。追悼演説は同年4月12日の衆議院本会議で、宮澤喜一により行われた。

## 人物
愛称は「ごもっとも守良」。何を聞いても「ごもっとも」と受け答えをすることから名づけられたという。
佐藤が1年生議員の時、田中角栄に依頼して永野重雄（当時・日本商工会議所会頭）と会食することになったが、その会食の席に佐藤自身が時間ギリギリに駆けつけ、親分である田中角栄を待たせてしまったことがあった。その際に佐藤は田中から『若いお前が先に来て、（招いた）お客さんを待つのが当然だろう』と大目玉を食らった。佐藤は後に「（永野さんとの会食の一件で）世の中の筋というものを思い知らされた。その後、時間に対する厳しさを持つことは自分の人生哲学になったのだ」と述懐している。